# چاک برگی
چاک برگی (انگلیسی: Chuck Burgi؛ زادهٔ ۱۵ اوت ۱۹۵۲) موسیقی‌دان اهل ایالات متحده آمریکا است.